# Sogn
Sogn es un distrito de Noruega en la región de Vestlandet. Está situado en el condado de Sogn og Fjordane, alrededor del fiordo de Sogn, el más largo de Noruega. Comprende los municipios de Aurland, Balestrand, Hyllestad, Høyanger, Gulen, Leikanger, Luster, Lærdal, Sogndal, Solund, Vik y Årdal.

## Etimología
El nombre Sogn es muy antiguo, pertenecía en su origen al fiordo, ahora llamado Sognefjord, y deriva del verbo súga que significa «succionar» —en referencia a las fuertes corrientes de la marea en la boca del fiordo—. En la época vikinga, se utilizó también el nombre Sygnafylki. El primer elemento del nombre es sygnir, que significa "la gente de Sogn", y el último es fylki, una forma antigua de la palabra fylke, que significa «condado».

## Historia
En la época vikinga, Sogn formaba parte del reino de Sogn.